# Histoire de l'hydroélectricité en Afrique
L'Histoire de l'hydroélectricité en Afrique a été rendue difficile par le faible nombre d'usines d'aluminium ou de ferro-alliages et un développement industriel plus lent que sur les autres continents, ainsi que par l'enclavement des sites naturels et des pluviosités irrégulières ou mal réparties, malgré l'existence de grands fleuves très puissants.

## La période coloniale
Au cours de la période coloniale, l'hydroélectricité en Afrique est très liée aux grands projets industriels. Les projets d'usine d'aluminium émergent en République démocratique du Congo, avec en 1958 Inga I, pour une usine belge géante, au Cameroun, également en 1958, porté par le Barrage hydroélectrique d'Édéa au service d'Alucam, filiale de Péchiney-Ugine, au Ghana via le Barrage d'Akosombo et la Volta Aluminum Company, ou encore au Mozambique, via le Barrage de Cahora Bassa, pilier de la Mozal et fierté locale car il ressemble en tous points au Barrage Hoover des États-Unis. Tous ces projets ont en général été lancés peu avant l'indépendance.

### Afrique australe
Dès la fondation de la colonie du Cap en 1652, les hollandais ont souhaité protéger la qualité de l'eau destinée aux navires de passage vers l'Inde. L’avancée de fermiers vers l’intérieur semi-aride a été liée aux "Riparian Rights", liant propriété du sol et droits sur l’eau. En février 1897, le Barrage de Vierfontein, plus ancien ouvrage hydro-électrique sud-africain et du continent, est achevé, pour alimenter en énergie les mines d’or sud-africaines, alors en pleine croissance grâce à l'exploitation en haute-profondeur, et approvisionner en eau la ville de Johannesburg.
En République démocratique du Congo, les centrales dénommées Inga I et Inga II du Barrages d'Inga ont été développées à partir de projets belges lancés dès 1925, quand le colonel Pierre Van Deuren présente au roi des Belges Albert Ier un plan grandiose : la construction de sept barrages visant à faire de la colonie la première puissance énergétique du continent, capable d’exporter son électricité. Mais la crise de 1929, la Grande Dépression puis la Seconde Guerre mondiale compromettent sa réalisation. Le projet est relancé à la fin de l'époque coloniale, en 1958. L'objectif est une usine d’aluminium géante et une industrie chimique de pointe, mais aussi d'acheminer le courant d’Inga jusqu’aux mines de cuivre et de cobalt du Katanga, ce qui nécessite le déplacement de la communauté du site d’Inga, à qui les Belges étaient prêts à payer une compensation. À l'époque, les cours des matières premières, qui font la fortune de la colonie belge, sont au plus haut. Un consortium américain présente une solution en trois phases, correspondant au schéma qui sera retenu après l'indépendance, malgré le coût du projet (320 millions de dollars pour Inga I et 3 milliards pour l’ensemble).
Dans les colonies portugaises, le Barrage de Cahora Bassa, sur le Zambèze, est né d’un accord entre le Portugal et l’Afrique du Sud, le 19 septembre 1969, pour fournir de l’électricité à celle-ci, via une ligne à haute tension de 1 400 kilomètres de long et développer l'industrie au Mozambique. L'abondance de la production d'électricité assurée par le barrage dépasse très largement la consommation mozanbicaine. Le site fournissait à la fonderie d'aluminium Mozal, près de Maputo, une énergie bon marché. Il permet aussi un projet d'extraction de sables lourds et divers projets portant sur l'exploitation de mines de charbon dans la province de Tete, opérés par Rio Tinto et Vale.
En Angola, encore sous contrôle portugais, le Barrage de Calueque, dont la construction avait commencé en 1974, avait un rôle minier. Le principal investisseur minier sud-africain était le groupe Anglo-American-De Beers, via sa filiale Minorco (Minerais and Resources Corporation). La production de fer, centrée sur la région de Serpa Pinto et Cassinga, atteignait en 1973 environ 9 millions de tonnes, y compris le gisement annexe de Cassala. L'enrichissement du minerai local, dans le cadre d'une association entre capitaux portugais, anglais, français, japonais et sud-africains, est alors rendu possible par les 200 000 kW d'énergie électrique produits par le barrage. L'ouvrage ne put être achevé à cause de l'invasion de l'armée sud-africaine en juillet 1975, lorsque celle-ci envoya ses troupes occuper des positions autour du barrage de Calueque.

### Afrique des Grands Lacs
Le Barrage de Ruzizi a été construit à la sortie Ruzizi du Lac Kivu en 1958, affectant le niveau et la sortie du lac, pour fournir l'électricité à Bubanza et Kigoma. La station Ruzizi II a été ajoutée en 1989. Ruzizi I et II sont exploités par une société tri-nationale (Burundi, Rwanda et République démocratique du Congo) mais la production d'électricité est insuffisante pour répondre aux besoins locaux dans ces trois pays.

### Afrique de l'Ouest
Au Cameroun anglais, les premières centrales hydroélectriques privées de Luermann et Malale sont inaugurées en 1929 pour fournir l’électricité dans la région de Muyuka, essentiellement dans les domiciles et les usines des colons, avant d'être rachetées en 1945 pour créer un service public, tandis qu'au Cameroun français, les premiers foyers d’électricité de Nkongsamba, Douala et Yaoundé sont créés par l’Administration peu avant la guerre de 1939-45, et exploités en gérance par des sociétés privées. En 1948, émerge la société d’économie mixte « Énergie Électrique du Cameroun (ENELCAM), chargée d’aménager l’usine hydroélectrique d’Edéa I (22 MW) sur la Sanaga, inaugurée le 5 février 1954 pour l’alimentation électrique de Douala et Edéa. Un troisième groupe de 11 MW est installé pour l’alimentation en énergie électrique des installations d’électrochimie de la société Alucam, pilotée par Péchiney-Ugine. Après des discussions lancées dès 1952, sur fond de crise en France, la production d’aluminium démarre en 1957 et l’usine atteint sa pleine capacité en 1958 (50 000 tonnes). Entre 1946 et 1956, la France a réalisé au Cameroun 17 % de ses investissements outre-mer, ce qui a abouti, à partir de 1955, à la rébellion.
Au Ghana anglais, la première idée de construire un barrage sur la Volta remonte à 1915, par le géologue Albert Ernest Kitson, mais les premiers plans ne furent dessinés qu’en 1940 et sa construction ne débuta qu'en 1961 à l’initiative de Kwame Nkrumah, Premier ministre du Ghana indépendant, afin de développer l’industrie et de réduire la dépendance du pays aux seules plantations de cacao.

### Afrique sahélienne
L'idée de construire un ouvrage hydroélectrique sur le fleuve Sénégal remonte à la période de la colonisation, mais ce sont les pères de l'indépendance et les visionnaires du panafricanisme qui décideront de la transformer en une volonté politique, lui donnant même une dimension supérieure : faire de l'aménagement du fleuve l'axe d'une renaissance collective, partagée par tous les États riverains, regroupés au sein de l'Organisation pour la mise en valeur du fleuve Sénégal. L'observation des "grands" aménagements de la colonisation britannique aux Indes, des programmes américains sur la Tennessee River ou plus tard des "grands" barrages hydroélectriques soviétiques, alimente l'imaginaire de certains ingénieurs français. P. Augier batailla, mais sans succès, de 1927 jusqu'au début des années 1950, pour convaincre l'administration coloniale du bien-fondé de son projet intégré de régularisation des flux et d'aménagement hydroélectrique.
Le concept du Barrage hydroélectrique de Manantali remonte à 1927, tandis que celui du Barrage de Diama, voit sa première évocation officielle en 1953.
Un barrage réservoir, d’une capacité de stockage de 16 milliards de m3, devait être construit à Gouina, au Mali, et aurait permis la régulation du fleuve sur la base d'un débit de 600 m3/s. La centrale hydroélectrique devait produire 2 milliards de kWh par an. Ces projets ne seront jamais réalisés, faute de soutien des autorités.
Les travaux de la "Mission d'Aménagement du Sénégal" de 1934 vont dans le même sens. Cette mission, qui regroupe le Soudan (l'actuel Mali), le Sénégal et la Mauritanie, a réalisé principalement des études hydrologiques et des travaux d'aménagement hydroagricoles. Lui succède, en 1938, la Mission d’aménagement du fleuve Sénégal (MAS).

## La période d'après l'indépendance
La période d'après l'indépendance a vu se concrétiser, via les sociétés nationales, les projets de barrage qui avaient souvent été mis au point peu avant, mais sans forcément aboutir ou trouver la volonté d'y investir.

### Afrique australe
Par le jeu du processus de décolonisation qui a suivi les accords entre les puissances coloniales, certains États, comme le Malawi ou la Namibie, se sont trouvés démunis et connaissent une pénurie permanente. La partie australe du continent est en effet nettement divisé entre l’Ouest, aux ressources limitées, et l’Est, qui dispose de beaucoup plus d’eau. La segmentation très forte des bassins hydrographiques, héritée des frontières coloniales, fait que le bassin versant du Zambèze est divisé entre huit États, le fleuve constituant une frontière sur près d’un tiers de sa longueur.

### Afrique de l'Ouest
Les bassins de l’Afrique du Nord et de l’Afrique australe ont été exploités pour l’irrigation, mais ceux des fleuves Sénégal et Niger laissent passer plus de 90 % des écoulements, l’Afrique de l’Ouest ayant relativement peu investi dans les infrastructures hydrauliques, alors qu'elle représente un tiers de la superficie du continent, de plus soumise à un climat variable. Seule une centaine de barrages de plus de 3 millions de mètres cubes ont été construits (8 % des barrages africains). La majorité des grands investissements a été réalisée après les indépendances, comme le Barrage d'Akosombo au Ghana, financé conjointement par des prêts de la Banque internationale pour la reconstruction et le développement, de la Banque mondiale, des États-Unis et du Royaume-Uni à hauteur de 40 millions de dollars, le Ghana apportant les 69 millions nécessaires à la construction de l’usine hydroélectrique. La plus grande partie (80 %) de l’électricité produite alimente la Volta Aluminum Company.
Également dans le Golfe de Guinée, la « Cameroon Electricity Corporation (POWERCAM) » est fondée juste après l'indépendance, en 1962 au Cameroun Occidental, tandis qu'apparait en 1963 la société d’économie mixte « Électricité du Cameroun (EDC), majoritairement détenue par l’État du Cameroun Oriental et les collectivités publiques, qui ne gère pas les centrales d’Edéa. En 1975, est fondée la « Société Nationale d’Électricité du Cameroun (SONEL) » par fusion d'ENELCAM et EDC. En 1975, elle absorbe la POWERCAM  de l’ex-Cameroun Occidental puis met en service la centrale hydroélectrique de Songloulou (388 MW). L'usine hydroélectrique d’Edéa I est étendue grâce à l’équipement par étape entre 1966 et 1976 par ENELCAM d’abord, et SONEL par la suite de la centrale d’Edéa III (cinq groupes de 20,8 MW chacun).
Dans le bassin du fleuve Niger, la construction du barrage Kainji, dans l'ouest du Nigeria, a débuté en 1962 pour une mise en eau en 1968. La retenue créée, le lac de Kainji, a une superficie de 1 300 km2. Prévu pour offrir une puissance approchant les 1 000 mégawatts, il n'a que 800 mégawatts, seules 10 turbines sur les onze prévues initialement ayant été installées. Le barrage fournit une grande partie de l'électricité du Nigeria mais également aux pays voisins du Niger et du Bénin. Mais, les sècheresses occasionnelles ont rendu difficile les prévisions du débit du Niger et donc la production électrique du barrage.

### Afrique sahélienne

Le bassin versant du fleuve Sénégal.

Après les indépendances, le Sénégal, le Mali, la Mauritanie et la Guinée forment un comité inter-États pour développer un projet hydroélectrique sur le fleuve Sénégal, structure qui devient l'Organisation des États riverains du fleuve Sénégal, disparue en 1968. Une nouvelle structure, l'OMVS, est formée sans la participation de la Guinée en 1972. Du coup, La construction du Barrage hydroélectrique de Manantali ne débute qu'en juin 1982. Un consortium international, formé d'entreprises allemandes, sénégalaises et suisses est chargé de la réalisation des travaux de génie civil sous la supervision de Rhein Ruhr (RFA), Tractebel (Belgique) et Soned Afrique (Sénégal).
Au Mali, le barrage hydroélectrique de Sélingué, situé dans la région de Sikasso à 140 km de Bamako et à proximité de la frontière guinéenne, a été mis en service en 1980 et réhabilité entre 1996 et 2001 pour être exploité par la compagnie Énergie du Mali. Construit sur la rivière Sankarani, un affluent du Niger, il a donné naissance au lac de Sélingué de 430 km2 (et un volume de 2,2 milliards de m3). C'est l'un des plus importants centres de production d’énergie du Mali, avec une puissance globale de 46 mégawatts, soit 28 % de la production malienne en 2006. Il permet la distribution électrique de Bamako, Kati, Koulikoro, Ségou, Fana, Dioïla, Yanfolila et Kalana.

## Les grandes manœuvres sud-africaines des années 1980 et 1990
Après l’indépendance du Mozambique et de l’Angola en 1975, l’eau devint un enjeu majeur de la lutte entre l’Afrique du Sud et ses pays voisins, ces deux nouveaux pays étant accusés de soutenir l'opposition noire sud-africaine. En Angola, le barrage de Calueque, dont la construction avait commencé en 1974, ne put être achevé à cause de l'invasion de l'armée sud-africaine juste après l'indépendance. Au Mozambique, l'Afrique du Sud appuya au cours de la même période la Renamo, mouvement de rébellion qui sabota en 1980 le Barrage de Cahora Bassa, sur le Zambèze, privant le Mozambique d’une importante source de revenus hydroélectriques.
Cependant, la grande sécheresse du début des années 1980 eut un impact considérable en Afrique du Sud. À la fin de 1983, des restrictions furent imposées dans la région de Johannesburg pour la consommation, tandis que les centrales électriques stratégiques de l’est du Transvaal, alors au sommet de leur rentabilité venant des mines d'or, faillirent manquer d’eau. En 1984, l’Afrique du Sud et le Mozambique signèrent les accords de Nkomati, prévoyant la fin de l’appui de la première à la Renamo et l’arrêt de soutien du second à l’ANC. Dans la foulée, Eskom, la compagnie sud-africaine, et la société mozambicaine Hidroelectrica de Cahora Bassa, s'entendirent pour exporter à nouveau le courant vers le réseau sud-africain. Un an après fut conçu le Lesotho Highlands Water Project pour pallier la vulnérabilité de l’est du Transvaal. En 1988, une sécheresse dans le nord de la Namibie précipita l’intervention cubaine au Barrage de Calueque, sur la Cunene, pour le libérer des forces sud-africaines.
Dans ce contexte, le Tugela Vaal Transfer Scheme est étudié à partir de 1994, puis développé dans les montagnes du Drakensberg au niveau du Oliviershoek Pass, pour assurer le transfert annuel du bassin de la Tugela (au KwaZulu-Natal) de 630 millions de m3 d'eau vers le bassin du Vaal (dans l'État-Libre) au nord, pour utilisation agricole, et in fine le barrage du Vaal (en) au Gauteng,.
Une étude de faisabilité est lancée en décembre 1996, menant à l'achèvement des principaux barrages :
- le barrage de Woodstock (en)(Woodstockdam) au KwaZulu-Natal ;
- le barrage de Kilburn (en) (Kilburndam) au KwaZulu-Natal ;
- le barrage de Driekloof (en) (Driekloofdam) dans l'État-Libre ;
- le barrage de Sterkfontein (Sterkfonteindam) dans l'État-Libre.

## La vague d'investissements chinois

### Afrique de l'Est
L'arrivée des investisseurs chinois, au XXIe siècle, est l'un des temps forts de l'Histoire de l'hydroélectricité en Afrique. Le Barrage de Tekezé a été construit dès 2009 en Éthiopie, à environ 1 000 m d'altitude. Haut de 185 m, grâce à un partenariat avec la République populaire de Chine, et la société chinoise China Water Ressources and Hydropower Engineering Corporation et a couté plus de 400 millions de dollars américains, il est associé à une centrale hydroélectrique de 300 MW.
Les Chinois sont devenus des acteurs majeurs du secteur hydroélectrique en Afrique via d'autres projets en général de grande dimension. La China Exim Bank a, par exemple, prêté à l’Éthiopie environ un milliard de dollars (765 millions d’euros) pour la construction de la ligne à haute tension reliant la capitale au Barrage de la Renaissance, sur le Nil bleu, le plus gros ouvrage en cours de construction sur le continent (6 000 MW). Pour autant, ce colossal Barrage de la Renaissance – un projet de 8 milliards de dollars  - est majoritairement financé par les citoyens éthiopiens à travers les prélèvements d’impôts et la souscription d’obligations.

### Afrique de l'Ouest
En Côte d’Ivoire, Sinohydro a réalisé le Barrage de Soubré, tandis que China International Water & Electric Corporation, une filiale de China Three Gorges Corporation, a réalisé le Barrage de Kaléta, en Guinée, inauguré par le président Alpha Condé en septembre 2015, dont les études de faisabilité ont été financées par l'Organisation pour la mise en valeur du fleuve Sénégal. Il accompagne le Barrage de Garafiri, également sur le Fleuve Konkouré, qui date de 1999, et retient un milliard et 300 millions de mètres cubes d'eau dans un lac de 91 km2 et sa centrale hydro-électrique est équipée de trois groupes pouvant fournir 80 MW. Depuis sa mise en route, l'usine fournit en moyenne l'énergie prévue, soit 270 GWh par an, mais cela ne suffit pas cependant à alimenter la seule capitale.
Selon Thierry Patient Bendima, directeur d’Enerca, l’opérateur national de la Centrafrique, "tout est fait par les Chinois, sans aucun transfert de compétences, ce qui peut coûter cher à terme car on ne saura pas effectuer la maintenance".

## Les projets duXXIesiècle
Malgré la présence de grands fleuves, le Congo, le Zambèze, la Volta ou encore le Nil, « seulement 5 % du potentiel hydroélectrique de l’Afrique est utilisé », selon Alex Rugamba, responsable de ce secteur à la Banque africaine de développement. Rien qu'en Afrique de l’Ouest, le potentiel hydroélectrique avoisine 25 000 mégawatts, principalement dans les pays bordant le golfe de Guinée comme le Nigéria (37 %), la Guinée (26 %), le Ghana (11 %), la Côte d’Ivoire (11 %) et la Sierra Leone (5 %). Le volet BTP revient particulièrement cher en Afrique car il faut importer la majorité des matériaux de construction », selon Gad Cohen, associé chez Eleqtra, société spécialiste du développement, de la construction et de l’exploitation d’infrastructures énergétiques. La question des débouchés commerciaux reste un problème, même si le kilowatt/heure produit par l’hydroélectricité est nettement moins coûteux que celui produit à partir de centrales thermiques alimentées par des hydrocarbures dont le prix risque encore de progresser dans les décennies à venir. La faiblesse des réalisations hydrauliques Ouest africaines est par exemple corrélée au faible développement économique de la région. Seuls le Ghana, le Nigeria et la Côte d’Ivoire ont vraiment une industrie.
Malgré ces difficultés, les bailleurs de fonds institutionnels soutiennent plusieurs projets relativement avancés comme le Barrage de Sambangalou, au Sénégal, ou le Barrage de Batoka Gorge, à la frontière entre le Zimbabwé et la Zambie. Le développement d'Inga, d’une capacité de 43 200 MW, le plus grand potentiel hydroélectrique du monde, doit être construit en plusieurs phases près de l’embouchure du fleuve Congo. Parmi les acteurs impliqués, les États (Afrique du Sud et RD Congo), les groupes miniers du Katanga, et les bailleurs internationaux. Les plus petits barrages rencontrent des difficultés, comme le projet de Barrage de Ruzizi III (147 MW) entre la République démocratique du Congo et le Rwanda, qui doit alimenter aussi le Burundi. Trois ans après avoir remporté l’appel d’offres, le consortium formé par Industrial Promotion Services (IPS), filiale du groupe Aga Khan, et l’américain Sithe Global, filiale du fonds Blackstone hésitent.
La politique de grands barrages pose, par ailleurs, des problèmes sociaux et d'environnement. Les barrages géants construits ou en construction en Éthiopie menacent en particulier les équilibres écologiques des régions situées en amont. Le barrage Gilgel Gibe II pourrait perturber l'alimentation du lac Turkana qui pourrait ainsi devenir « la Mer d'Aral de l'Afrique orientale » car 90 % de ses eaux vient de la rivière Omo, alors que les prélèvements pour irriguer la plantation de sucre de Kuraz (28 % des eaux de l'Omo) et l'évaporation des eaux du réservoir vont réduire l'alimentation du lac, dont le niveau pourrait à terme baisser de 22 mètres sur une profondeur moyenne actuelle de 30 mètres. Le barrage Gilgel Gibe II et les projets d'irrigation associés réduiront également les apports de sédiments, vitaux pour la flore, la faune et les habitants de la vallée et du lac. Le Barrage de la Renaissance submergera quant à lui 1 680 km2 de forêt au nord-ouest de l'Éthiopie et créera un réservoir presque deux fois aussi grand que le Lac Tana.